# Michael Beaumont
Pour les articles homonymes, voir Beaumont.
Michael Beaumont, né le 20 décembre 1927 en Égypte et mort le 3 juillet 2016 à Sercq, est le 22e seigneur de Sercq de 1974 à 2016.

## Biographie
En juillet 1974, Michael Beaumont hérite de sa grand-mère Sybil Hathaway le titre de seigneur de Sercq.
En 2006, Sercq entame des réformes démocratiques pour se mettre en conformité avec la Convention européenne des droits de l'homme, à la suite de pressions exercées par les frères Barclay, propriétaires du Daily Telegraph, richissimes nouveaux tenants (propriétaire terrien féodal) gênés par certaines lois de Sercq. Le régime féodal est remplacé par un système de représentation directe qui voit l'élection d'un nouveau parlement (les « Chefs Plaids ») en 2008.
En 2009, il annonce qu'il quitte sa résidence de la Seigneurie, un bâtiment du XVIIe siècle, pour s'installer dans un logement plus adapté à son état de santé, un cottage situé sur le domaine. Il cède l'usage de la Seigneurie à David Synnott et son épouse pour dix ans, en échange de travaux de rénovation.
Il meurt le 3 juillet 2016 et son fils aîné Christopher lui succède.

## Distinction
Ordre de l'Empire britannique à titre civil (2001)